# MV 아구스타 슈퍼벨로체
MV 아구스타 슈퍼벨로체(이탈리아어: MV Agusta Superveloce)는 MV 아구스타에서 2020년에 한정 생산했던 복고풍 레이서 스타일의 모터사이클이다.

## 개요
F3 800 슈퍼스포트를 기반으로 MV 디자인 디렉터인 아드리안 모튼은자코모 아고스티니와 Phil이 세계 선수권 대회에 참가한 1960년대와 70년대의 상징적인 MV 3기통 GP 머신을 현대적으로 재해석하고자 하였다.쇼크 펄 레드와 아고스티니 실버의 정복은 고전 시대를 반영한다.

### 엔진
에지오 마스케로니가 설계하고 F3에 처음 장착된 799cc 엔진은 실린더당 4개의 밸브가 있는 DOHC 인라인 3기통 레이아웃을 사용한다.역회전(역방향) 크랭크축이 사용되어 바퀴의 구심력을 상쇄하여 모터사이클이 더 빠르게 회전할 수 있다.보어 스트로크는 79mm와 54.3mm이다.